# Knieschluss

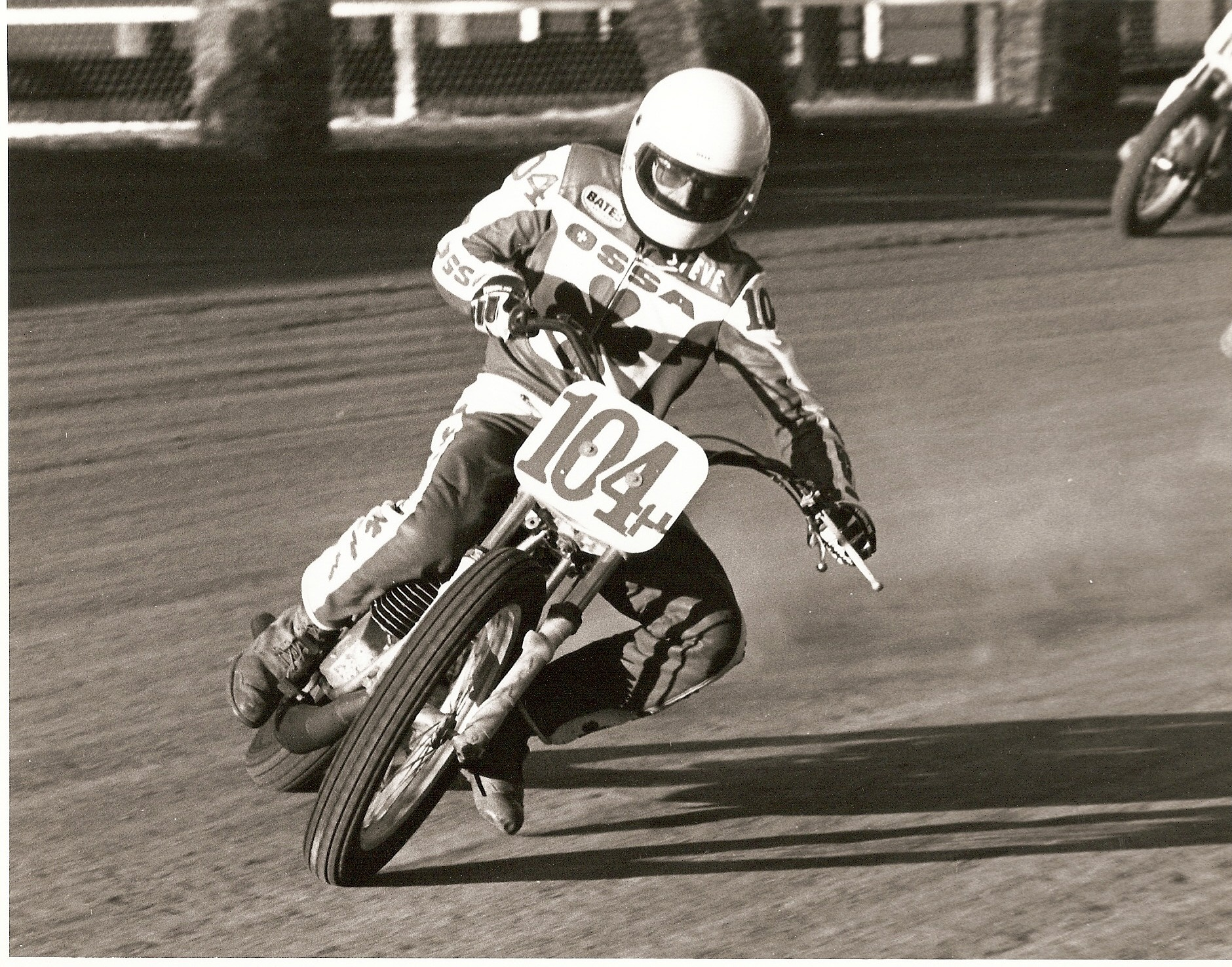
Knieschluss (rechtes Knie)

Mit Knieschluss (oder ggf. Schenkelschluss) wird der flächenartige, feste Kontakt der Fahrer-Kniebereiche mit dem Motorrad, normalerweise am Kraftstofftank, bezeichnet. Motorroller werden üblicherweise ohne Knieschluss gefahren, insbesondere bei einem freien Durchstieg zwischen Sitzbank und Lenker.

## Bedeutung
Der Knieschluss kann beim Motorradfahren zum Vorteil bei schnellen Richtungsänderungen, insbesondere bei der Fahrtechnik Drücken führen. „Angepresste Knie“ haben beim Motorradfahren jedoch nicht mehr die Bedeutung wie in früheren Zeiten. Bernt Spiegel hält den Knieschluss jedoch nicht für bedeutungslos, da er bei der „sensorischen Verbindung“ zwischen Fahrer und Motorrad eine Rolle spielt.
Beim Hochgeschwindigkeits-Stabilitätsproblem „Pendeln“ wird der feste Knieschluss zur Stabilisierung empfohlen, ebenfalls bei einer starken Bremsung, um ein „Rutschen des Körpers“ zu verhindern.
Im Reitsport spielt der Knieschluss (Knie am Sattel) u. a. beim Springreiten eine Rolle.